# 80801 Yiwu
80801 Yiwu è un asteroide della fascia principale. Scoperto nel 2000, presenta un'orbita caratterizzata da un semiasse maggiore pari a 2,4193364 UA e da un'eccentricità di 0,1954926, inclinata di 0,77817° rispetto all'eclittica.